# Grzegorz Antoni Ogiński
Grzegorz Antoni Ogiński (23 juin 1654-17 octobre 1709, membre de la famille Ogiński (en), staroste de Samogitie (1698), hetman de Lituanie (1703), grand hetman (1709).

## Sources
- Notices d'autorité :   - VIAF
  - Pologne
  - NUKAT

- (en) Cet article est partiellement ou en totalité issu de l’article de Wikipédia en anglais intitulé « Grzegorz Antoni Ogiński » (voir la liste des auteurs).

- (pl) Cet article est partiellement ou en totalité issu de l’article de Wikipédia en polonais intitulé « Grzegorz Antoni Ogiński » (voir la liste des auteurs).